# 京極尚彥
京極尚彥（日语：／ Kyōgoku Takahiko，1981年8月14日—），日本男性動畫導演、演出家。出身於兵庫縣。寶塚造形藝術大學畢業。
代表作有《LoveLive！》、《星光少女》系列、《寶石之國》。

## 經歷、人物
早年進入日昇動畫D.I.D公司上班開始，專門負責CG效果的工作，於《陰陽大戰記》製作期間得到導演、也是京極後來的師傅菱田正和的注目，次年2006年以《結界師》第4話演出（與菱田共同擔任）成為京極進入動畫業界的出道作，2011年電視播出的《星光少女 極光之夢》開始負責星光SHOW章節的演出（包含跳舞和星光跳躍這二項），直到第40話升任副導演。從此之後，除了星光系列、和《星光少女 美夢成真》第36話以後集數之外，星光SHOW章節的演出工作幾乎由京極包辦。而在另一部動畫《LoveLive！》方面，從2010年的OVA開始，京極以導演身分執導《LoveLive！》電視動畫、電影《Love Live！ 學園偶像電影》。除此之外，還擔任動畫中所有LIVE章節的分鏡與演出工作。另外，電視動畫第2期第1話描寫到高坂穗乃果在雨中表演中止的場面，事實上劇本並未寫出，而是從京極繪製的分鏡表中追加。
2017年起作為分鏡師、演出家加入SHIN-EI動畫長壽作品《蠟筆小新》的製作團隊。2019年在該公司製作人近藤慶一的邀請下，擔任將在2020年4月上映的電影動畫《蠟筆小新：激戰！塗鴉王國和四位勇士》之導演。
京極是CG部門出身的演出家，因此他擅長3DCG套用在角色跳舞的場面，所以在《LoveLive！》或《星光少女》系列的團隊中是不可或缺的重要人物。

## 作品列表

### 電視動畫
2000年代
- 陰陽大戰記（2004年－2005年，CG效果）
- 舞-HiME（2004年－2005年，CG效果）
- 舞-乙HiME（2005年－2006年，CG效果）
- 結界師（2006年－2008年，分鏡、演出）
- GUNSLINGER GIRL -IL TEATRINO-（2008年，演出）
- Keroro軍曹（2008年－2011年，分鏡、演出）
- 穿越宇宙的少女（2009年，分鏡、演出）
- 犬夜叉完結篇（2009年，分鏡、演出）
- 名偵探柯南（2009年，分鏡、演出）

2010年代
- SD鋼彈三國傳 Brave Battle Warriors（2010年－2011年，分鏡、演出）
- FAIRY TAIL（2010年，分鏡、演出）
- 空·之·音（2010年，分鏡）
- STAR DRIVER 閃亮的塔科特（2010年－2011年，演出）
- 星光少女 極光之夢（2011年－2012年，副導演（第40話～）、星光SHOW導演（～第39話）、分鏡、演出、ED3分鏡&演出）
- 亞斯塔蘿黛的後宮玩具（2011年，分鏡、演出）
- 天才黃金腦～ 神之謎（2011年－2012年，分鏡、演出）
- UN-GO（2011年，演出、OP演出）
- 機動戰士鋼彈AGE（2011年－2012年，分鏡、演出）
- 境界線上的地平線（2011年，分鏡）
- 戰姬絕唱SYMPHOGEAR（2012年，OP演出）
- 星光少女 美夢成真（2012年－2013年，分鏡、星光SHOW演出（～第37話）、OP1&OP2分鏡&演出、ED1&ED2分鏡&演出）
- 加速世界（2012年，分鏡、演出）
- 宇宙兄弟（2012年，分鏡、演出）
- 夏色奇蹟（2012年，分鏡、演出）
- 探險托里蘭托（2012年－2013年，演出）
- LoveLive！（2013年，導演、分鏡、演出、OP分鏡&演出、ED演出、LIVE章節演出）
- 星光少女 彩虹舞台（2013年 - 2014年，星光SHOW演出、分鏡）
- DEVIL SURVIVOR 2 THE ANIMATION（2013年，分鏡）
- 惡魔倖存者2（2013年，分鏡、演出、ED分鏡&演出）
- 聖鬥士星矢Ω（2013年，演出）
- 信長之槍（2014年，分鏡、演出）
- LoveLive！ (第2期)（2014年，導演、劇本、分鏡、OP分鏡&演出、ED分鏡、LIVE章節演出）
- 地球隊長（2014年，分鏡、演出）
- 星光樂園（2014年－2017年，分鏡、演出、星光樂園LIVE演出）
- 鋼彈創戰者TRY（2014年，演出）
- 刀劍神域II（2014年，ED3分鏡&演出）
- GATE 奇幻自衛隊（2015年，導演）
- 線上遊戲的老婆不可能是女生？（2016年，ED分鏡&演出）
- orange橘色奇蹟（2016年，分鏡、演出）
- 偶像活動Stars！（2016年，ED分鏡&演出）
- 超心動！文藝復興（2016年，分鏡）
- 星夢手記（2016年，分鏡）
- 青之驅魔師 京都不淨王篇（2017年，分鏡）
- 不要輸！！惡之軍團！（2017年，導演、劇本統籌、分鏡、演出、企劃、製作人）
- 騎士&魔法（2017年，ED分鏡&演出）
- 寶石之國（2017年，導演、分鏡、演出）
- 調教咖啡廳（2017年，演出）
- 無論何時我們的戀情都是10厘米。（2017年，OP分鏡&演出）
- 罪人與龍共舞（2018年，演出協力）
- 蠟筆小新（2018年－，分鏡、演出）
- RELEASE THE SPYCE（2018年，分鏡）
- KING OF PRISM -Shiny Seven Stars-（日语：KING OF PRISM -Shiny Seven Stars-）（2019年，星光SHOW演出）
- BEASTARS（2019年，分鏡）

2020年代
- 星光頻道（2020年，星光LIVE演出）
- 22/7（2020年，LIVE分鏡）
- 女學。～聖女斯克威爾學院～（2020年，動畫監修、分鏡）
- 大欺詐師（2020年，分鏡）
- Love Live！虹咲學園學園偶像同好會（2020年，第3話跳舞章節分鏡&演出、第6話正傳分鏡&跳舞章節分鏡&演出、第9話跳舞章節分鏡）
- Love Live! Superstar!!（2021年，導演、分鏡、演出、OP分鏡&演出）

### OVA
- 名偵探柯南 10年後的陌生人（2009年，演出）
- LoveLive！（2010年－，動畫導演、分鏡、演出）
- 戰場女武神3 為誰而負的槍傷（2011年，演出）
- 機動戰士鋼彈UC（2011年，演出）

### 電影動畫
- 劇場版 光之美少女 All Stars New Stage：未來的朋友（2012年，ED分鏡）
- Love Live！學園偶像電影（2015年，導演、演出、LIVE章節演出）
- KING OF PRISM by PrettyRhythm（2016年，星光SHOW演出）
- KING OF PRISM -PRIDE the HERO-（2017年，星光SHOW演出）
- 劇場版 神奇寶貝：大家的故事（2018年，分鏡、演出）
- 劇場版 城市獵人：新宿PRIVATE EYES（2019年，首席演出、分鏡）
- 蠟筆小新：激戰！塗鴉王國與差不多四勇者（2020年，導演）

### 網路動畫
- 麟光之翼（2005年－2006年，HD錄製）
- 異世界居酒屋 ～古都阿伊特力亞的居酒屋阿信～（2018年，分鏡）
- 日心（2019年，導演、分鏡）[5][6]

### VR動畫
- 機動戰士鋼彈 THE ORIGIN 夏亞出擊（2017年，VR影像演出）
- 機動戰士鋼彈 THE ORIGIN -RISING-（2018年，VR影像演出）

### 音樂劇PV
- 「Candy Pop」－TWICE（2018年，3D動畫影像章節導演）

### 作詞
- 到目前為止的LoveLive！～音樂劇ver.～（2014年，LoveLive！第2期第1話插入歌）

### 一般節目
- 今日焦點「世界!?」（NHK綜合，2018年1月30日）

※於「Candy Pop」相關影像留言登場。

## 相關項目
- 日本動畫師列表
- 日昇動畫
- 菱田正和

## 外部連結
- 京極尚彥的X（前Twitter） （日語）